# 1599 en France
Chronologie de la France
- 1595
- 1596
- 1597
- 1598
- 1599
- 1600
- 1601
- 1602
- 1603

## Événements
- Janvier :
  - l’entrée dans le royaume des étoffes d’or, d’argent, de soie, des dentelles et des passementeries, est interdite[1]. Les plantations de mûriers sont subventionnées. Les industries de la soie, des miroirs, des draperies et des soieries brodées d’or et d’argent sont favorisées.
  - le système des cinq grosses fermes pour la perception des impôts indirects est réorganisé par Sully et leur adjudication est fixée au 15 mars ; les baux sont enregistrés le 27 novembre[2].
- 24 janvier : lettres du roi invitant les consuls de Marseille à former un « Bureau de Commerce » pour contrôler les affaires commerciales et maritimes, ébauche des chambres de commerce et d’industrie[3].
- 31 janvier : mariage à Saint-Germain-en-Laye de Catherine de Bourbon, sœur unique du roi Henri IV et princesse héritière de Navarre, avec Henri, prince héritier de Lorraine.
- 25 février : l’édit de Nantes est enregistré par le Parlement de Paris[4].

- 13 mars : institution d’une commission de cinq membres chargée de dresser un inventaire général des rentes constituées à l’hôtel de ville de Paris depuis 1560, de les vérifier et de dépister les titres frauduleux[5].
- 30 mars : début de l’affaire Marthe Brossier, cas de possession diabolique, à Paris[6].

- 8 avril : édit de Fontainebleau sur l’assèchement des marais[7].

- 8 mai : Henri IV fait la connaissance d’Henriette d’Entragues[8], qui devient sa maîtresse en juin[9].
- Mai : création d’un office de Grand voyer de France, confié à Rosny, surintendant des finances depuis 1598[10]. Il mène une politique d’aménagement du territoire. À la fin du règne d’Henri IV, jusqu’à 5 % des recettes de l’État seront consacrées à la construction de routes, ponts, phares, canaux, etc.

- 26 juin : arrêt du parlement de Paris qualifiant le duel de crime de lèse-majesté.

- 16 juillet : Rosny devient surintendant des fortifications[10].

- 2 août : Pomponne de Bellièvre, garde des Sceaux, devient chancelier de France (fin en 1605)[11].

- 27 septembre : le parlement de Grenoble enregistre l’édit de Nantes[4].

- 1er octobre : le roi signe une promesse de mariage à sa maîtresse Henriette d’Entragues[12].

- 13 novembre : Rosny devient grand maître de l’artillerie de France[10]. Il modernise et reconstruit l’Arsenal.
- Hiver : grand froid par intervalle de la fin de novembre jusqu’à fin mai 1600. Gelées d’arbres fruitiers et mortalité des animaux dans le Sud de la France[13].

- 17 décembre : annulation du mariage de Marguerite de Valois et d’Henri IV de France[14].

## Naissances en 1599
- x

## Décès en 1599
- x